# Le Phénix ou le Coffret de cristal
Le Phénix ou le Coffret de cristal er en fransk stumfilm fra 1905 af Georges Méliès.